# Cristall biaxial
Els cristalls biaxials són aquells que tenen dos eixos òptics, fet que els diferencia dels cristalls uniaxials. Els cristalls biaxials pertànyen a les simetries ròmbica, monoclínica o triclínica. Els cristalls biaxials presenten tres índex de refracció principals, en els quals l'eix òptic de cadascun correspon a cada eix cristal·lografic. D'aquests índexs de refracció n'hi ha dos que constitueixen els extrems i un intermedi:
- L'índex refractiu menor es representa per la lletra α (o X).
- L'índex refractiu intermedi es representa per la lletra β (o Y).
- L'índex refractiu major es representa per la lletra γ (o Z).

Tots els minerals biaxials presenten simetria òptica equivalent a 2/m2/m2/m, però en cadascun dels sistemes cristal·lins, les direccions òptiques (o índexs) presenten correspondències diferents amb les direccions cristal·logràfiques (o eixos cristal·lografics):
- En els cristalls ortoròmbics les direccions òptiques corresponen als eixos cristal·lografics.
- En els cristalls monoclínics una de les direccions és paral·lela a l'eix cristal·logràfic b, mentre que les dues restants no són coincidents amb cap altra direcció cristal·logràfica.
- En els cristalls triclinics, cap de les direccions òptiques o índexs coincideixen amb els eixos cristal·lografics, tot i que en casos molt rars un dels índexs pot coincidir amb un dels eixos.